# Бизнесмен (филм)
„Бизнесмен“ е български телевизионен игрален филм (драма) от 1996 година, по сценарий на Владо Даверов и режисура на Димитър Шарков. Оператор е Красимир Михайлов. Музикален оформител е Петър Лъджев, а художник Диана Русева. 

## Актьорски състав
| В главните роли                     | Изпълнител          |
| ----------------------------------- | ------------------- |
| Матей                               | Томислав Михайлов   |
| Марио                               | Константин Палавеев |
| майката                             | Аня Пенчева         |
| бащата, безработен актьор           | Владимир Пенев      |
| Дони                                | Николай Иванов      |
| Ади                                 | Мирта Каменова      |
| продавач на книги / чичото на Марио | Николай Николаев    |